# Tamaloukte
Tamaloukte (en àrab تملوكت, Tamalūkt; en amazic ⵜⴰⵎⵍⵓⴽⵜ) és una comuna rural de la província de Taroudant, a la regió de Souss-Massa, al Marroc. Segons el cens de 2014 tenia una població total de 4.739 persones.